# قرار مجلس الأمن التابع للأمم المتحدة رقم 191
قرار مجلس الأمن التابع للأمم المتحدة رقم 191، الصادر في 18 يونيو 1964، بعد أن كرر طلباته السابقة من جمهورية جنوب أفريقيا وإدانة الفصل العنصري مرة أخرى، قرر إنشاء فريق خبراء يتألف من ممثلين لجميع الأعضاء الحاليين في المجلس لدراسة جدوى وفعالية التدابير التي يمكن أن يتخذها المجلس بموجب الميثاق. كما دعا المجلس الأمين العام إلى وضع برامج تعليمية وتدريبية لجنوب أفريقيا في الخارج.
اعتمد القرار بأغلبية ثمانية أصوات. امتنعت تشيكوسلوفاكيا والمغرب والاتحاد السوفياتي.

## روابط خارجية
- نص القرار في undocs.org